# Lista de reis da Islândia

Governantes da Islândia, de 1262 até 1944, incluindo o seguinte:
- Estado Livre Islandês (930-1262)
- A União com o reino da Noruega (1262-1536)
  - A União da Noruega com a Suécia (1319-1343)
  - A União da Noruega com a Dinamarca (1380-1396)
  - União de Calmar (1397-1536)
- A União com o reino da Dinamarca (1536-1918)

A União entre a Islândia e a Dinamarca (Independência da Dinamarca, 1918-1944)
- República da Islândia (Soberania, 1944 até o presente)

## Governantes
Nota: As datas aqui apresentadas são oficiais, mas mesmo assim, são incertas por se tratar de tempos tão remotos

### Casa de Sverre
| # | Nome      |  | Início do governo     | Fim do governo        | Cognome(s)   | Notas |
| - | --------- |  | --------------------- | --------------------- | ------------ | ----- |
| 1 | Haakon I  |  | 1262                  | 1263                  | O Velho      |       |
| 2 | Magno     |  | 1263                  | 9 de Maio]] de 1280   | O Legislador |       |
| 3 | Érico I   |  | 9 de Maio]] de 1280   | 15 de Julho]] de 1299 |              |       |
| 4 | Haakon II |  | 15 de Julho]] de 1299 | 1319                  |              |       |

### Casa de Bjälbo
| # | Nome       |  | Início do governo | Fim do governo | Cognome(s) | Notas |
| - | ---------- |  | ----------------- | -------------- | ---------- | ----- |
| 5 | Magno II   |  | 1319              | 1343           |            |       |
| 6 | Haakon III |  | 1343              | 1380           |            |       |

### Casa de Estridson
| # | Nome    |  | Início do governo | Fim do governo         | Cognome(s) | Notas |
| - | ------- |  | ----------------- | ---------------------- | ---------- | ----- |
| 7 | Olavo I |  | 1380              | 23 de Agosto]] de 1387 |            |       |

### AUnião de Calmar
| #  | Nome      |  | Início do governo      | Fim do governo         | Cognome(s) | Notas |
| -- | --------- |  | ---------------------- | ---------------------- | ---------- | ----- |
| 8  | Margarida |  | 23 de Agosto]] de 1387 | 1389                   |            |       |
| 9  | Érico II  |  | 1389                   | 1442                   |            |       |
| 10 | Cristóvão |  | 1442                   | 6 de Janeiro]] de 1448 |            |       |
| 11 | Carlos I  |  | 6 de Janeiro]] de 1448 | 1450                   |            |       |

### Casa de Oldemburgo
| #                     | Nome           |  | Início do governo         | Fim do governo            | Cognome(s) | Notas |
| --------------------- | -------------- |  | ------------------------- | ------------------------- | ---------- | ----- |
| 12                    | Cristiano I    |  | 1450                      | 21 de Maio]] de 1481      |            |       |
| 13                    | João           |  | 21 de Maio]] de 1481      | 20 de Fevereiro]] de 1513 |            |       |
| 14                    | Cristiano II   |  | 20 de Fevereiro]] de 1513 | 13 de Abril]] de 1523     |            |       |
| 15                    | Frederico I    |  | 13 de Abril]] de 1523     | 10 de Abril]] de 1533     |            |       |
| Trono vago: 1533-1534 |                |  |                           |                           |            |       |
| 16                    | Cristiano III  |  | 4 de Julho]] de 1534      | 1 de Janeiro]] de 1559    |            |       |
| 17                    | Frederico II   |  | 1 de Janeiro]] de 1559    | 4 de Abril]] de 1588      |            |       |
| 18                    | Cristiano IV   |  | 4 de Abril]] de 1588      | 28 de Fevereiro]] de 1648 |            |       |
| 19                    | Frederico III  |  | 28 de Fevereiro]] de 1648 | 9 de Fevereiro]] de 1670  |            |       |
| 20                    | Cristiano V    |  | 9 de Fevereiro]] de 1670  | 25 de Agosto]] de 1699    |            |       |
| 21                    | Frederico IV   |  | 25 de Agosto]] de 1699    | 12 de Outubro]] de 1730   |            |       |
| 22                    | Cristiano VI   |  | 12 de Outubro]] de 1730   | 6 de Agosto]] de 1746     |            |       |
| 23                    | Frederico V    |  | 6 de Agosto]] de 1746     | 14 de Janeiro]] de 1766   |            |       |
| 24                    | Cristiano VII  |  | 14 de Janeiro]] de 1766   | 13 de Março]] de 1808     |            |       |
| 25                    | Frederico VI   |  | 13 de Março]] de 1808     | 1814                      |            |       |
| 26                    | Cristiano VIII |  | 1814                      | 1814                      |            |       |
| 27                    | Frederico VII  |  | 20 de Janeiro]] de 1848   | 15 de Novembro]] de 1863  |            |       |

### Casa de Eslésvico-Holsácia-Sonderburgo-Glucksburgo
| #  | Nome           |  | Início do governo        | Fim do governo          | Cognome(s) | Notas |
| -- | -------------- |  | ------------------------ | ----------------------- | ---------- | ----- |
| 28 | Cristiano IX   |  | 15 de Novembro]] de 1863 | 29 de Janeiro]] de 1906 |            |       |
| 29 | Frederico VIII |  | 29 de Janeiro]] de 1906  | 14 de Maio]] de 1912    |            |       |
| 30 | Cristiano X    |  | 14 de Maio]] de 1912     | 1944                    |            |       |